# Tales from the Crib
Tales from the Crib is het debuutalbum van de Canadese punkband d.b.s. Het album werd uitgegeven via het label Nefer Records in 1995. Op 27 februari 2014 werd het in de vorm van een muziekdownload heruitgegeven door de band zelf via Bandcamp. Het album werd geproduceerd door Cecil English en opgenomen in de zomer van 1994 in de Profile Studios. De titel verwijst naar een stripreeks getiteld Tales from the Crypt.

## Nummers
1. "Sorsha" - 1:48
2. "Won't Forget" - 1:43
3. "Freedom" - 3:09
4. "Racist School" - 3:00
5. "Snowball" - 2:04
6. "March" - 3:35
7. "School Sux" - 1:15
8. "Directions" - 2:34
9. "Sing" - 1:52
10. "I'm Blind" - 1:35
11. "Real Man" - 0:14
12. "The Difference" - 1:35
13. "Oh My God" - 1:33
14. "The Canada Song" - 0:52
15. "Y.A.S." - 0:46
16. "It's All Right" - 1:18
17. "30 Seconds" - 0:38
18. "Jay" - 3:33
19. "Solitaire" - 2:35
20. "Too Involved" - 2:33
21. "Chubbles" - 0:26

## Band
- Andy Dixon - gitaar, achtergrondzang
- Jesse Gander - zang
- Paul Patko - drums, achtergrondzang
- Dhani Borges - gitaar